# Rodovia Vereador Raimundo Abel
Rodovia Vereador Raimundo Abel (PI-320) é uma rodovia do estado brasileiro do Piauí. Ela liga o município de Jatobá do Piauí à BR-343, nas proximidades da cidade de Campo Maior (Piauí), e sua malha de 44 Km.

## História
A Rodovia Vereador Raimundo Abel era estrada carroçável há décadas. Sua engenharia asfáltica foi iniciada em 2006 no Governo Wellington Dias e concluida em 2013 no Governo Wilson Martins.

## Galeria

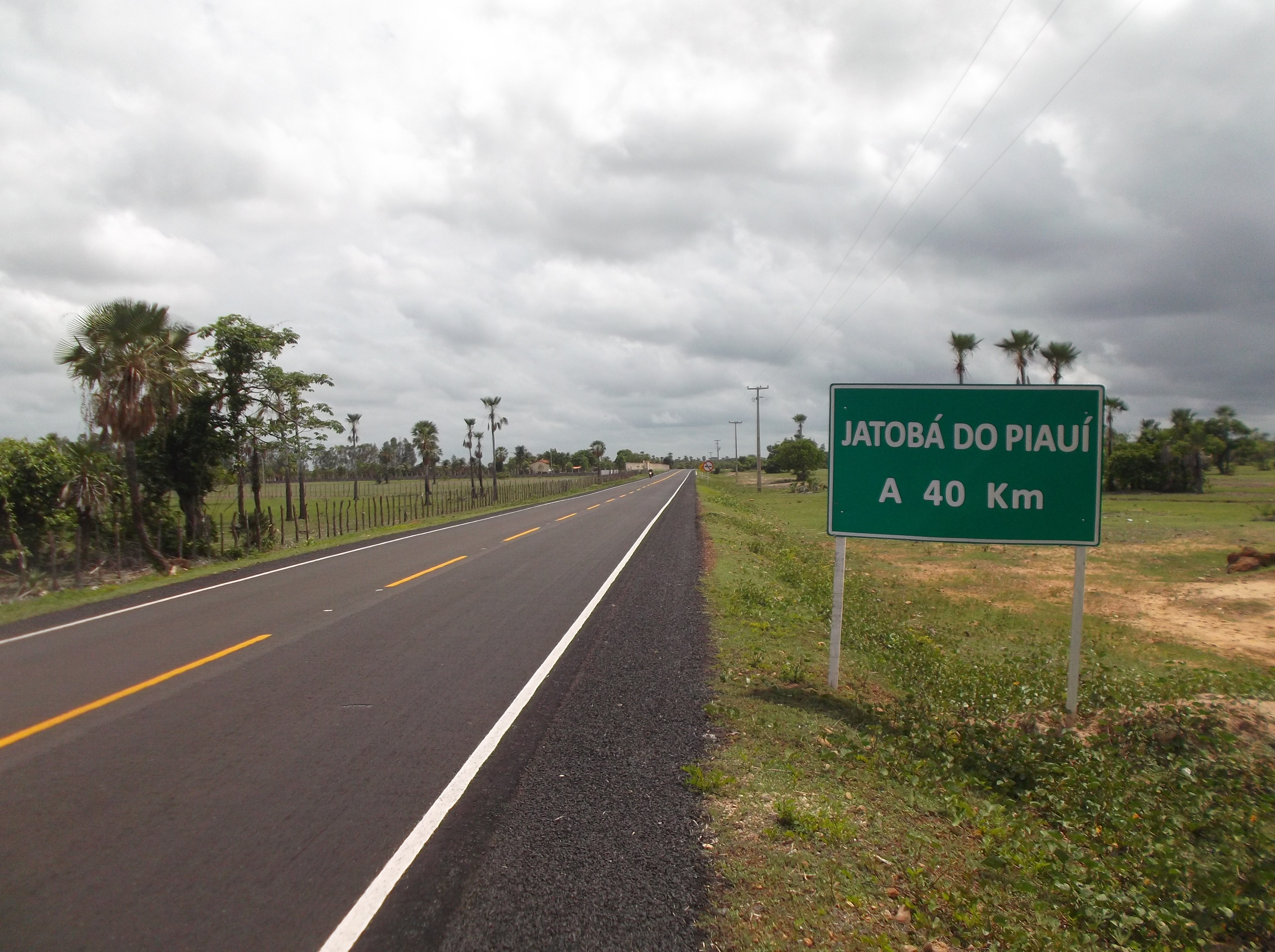
Sinalização
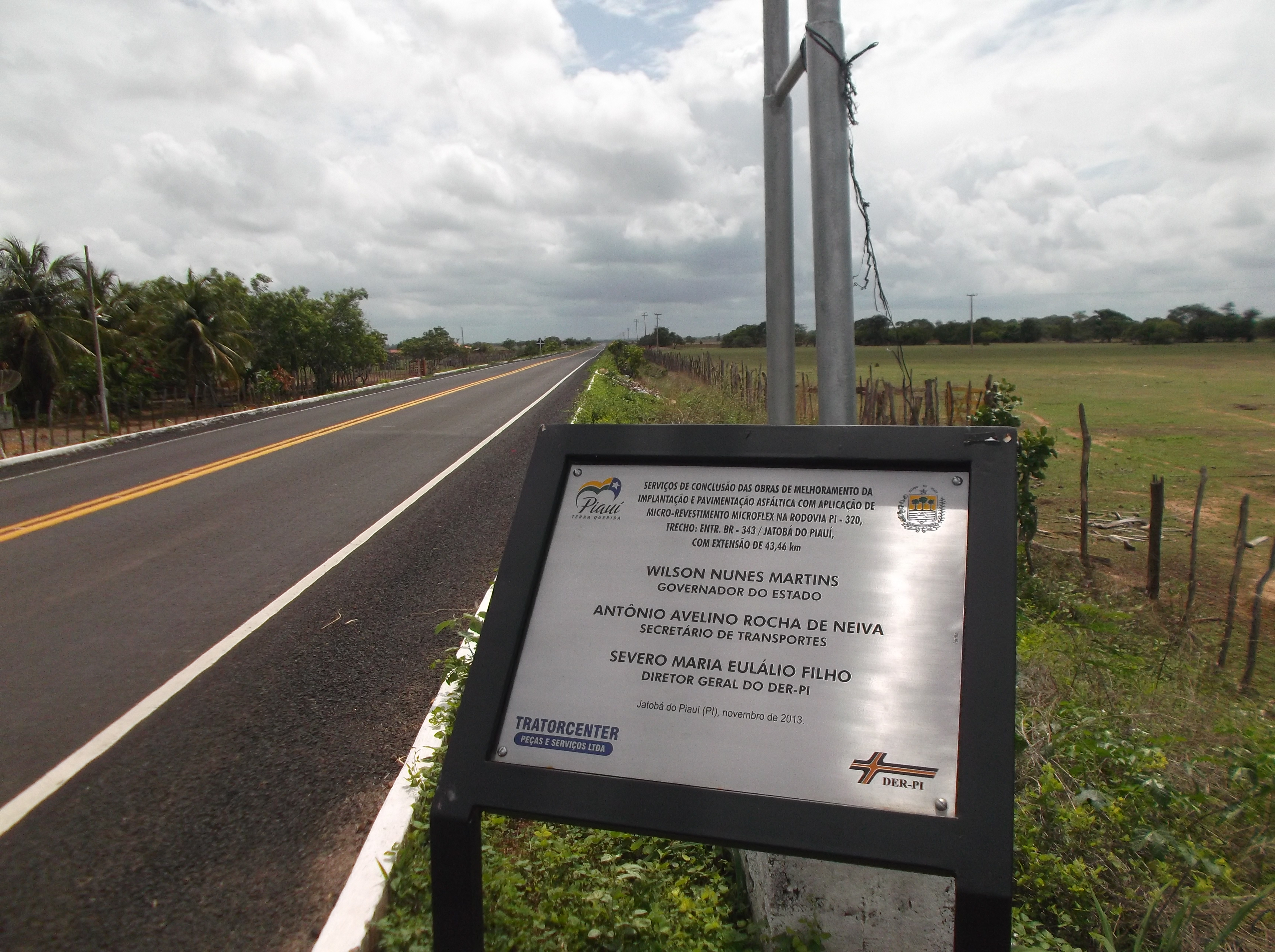
Vista da placa de inauguração da construção do asfalto